# Провокатор (фильм)
«Провокатор» (Его карьера, В паутине) — чёрно-белый немой фильм режиссёра Виктора Турина, снятый в 1928 году на Ялтинской киностудии ВУФКУ с участием звезды советского немого кино Анны Стэн по мотивам романа Олеся Досвитного «Нас было трое». Премьера фильма состоялась 16 октября 1928 года.

## Сюжет
Студент Виктор Боровский, увлечённый идеями революции, вступает в ряды студенческой организации, которую уже выследила полиция. Испугавшись каторги, он становится информатором охранки. Однажды Виктор сообщает полиции про подготовку покушения на крупного царского военного чиновника. По его доносу девушку-террористку арестовывают, но царский генерал получает пулю из другого пистолета.

## В ролях
- Николай Кутузов — Виктор, сын Боровского
- Владимир Кригер — Боровский, зажиточный помещик
- Нина Таирова — жена Боровского
- Л. Данилов — студент
- Николай Панов — Вахнин, жандармский полковник
- Анна Стэн — Липа, студентка
- А. Аграмова — мать Липы
- А. Додонова — Лидия, невеста Виктора
- Г. Зосимов — Зубенко, студент-подпольщик
- В. Комар — Иванов, студент
- Иван Арбенин-Падохин — Струцкий, жандармский ротмистр
- Лев Константиновский — тип
- Е. Лилиева — Нина Бахметьева
- Карл Томский — эпизод
- Владимир Уральский — консерватор

## Съёмочная группа
- Сценарист: Александр Досвитный
- Оператор: Михаил Бельский
- Художник: Абрам Гончарский